# 1992년 5월
| 1992년: 1월 · 2월 · 3월 · 4월 · 5월 · 6월 · 7월 · 8월 · 9월 · 10월 · 11월 · 12월 |

| <          | 1992년 5월 | 1992년 5월 | 1992년 5월 | 1992년 5월 | 1992년 5월  | >          |
| 일         | 월         | 화         | 수         | 목         | 금          | 토         |
|            |            |            |            |            | 1 3.29 정축 | 2 30 무인  |
| 3 4.1 기묘 | 4 2 경진   | 5 3 신사   | 6 4 임오   | 7 5 계미   | 8 6 갑신    | 9 7 을유   |
| 10 8 병술  | 11 9 정해  | 12 10 무자 | 13 11 기축 | 14 12 경인 | 15 13 신묘  | 16 14 임진 |
| 17 15 계사 | 18 16 갑오 | 19 17 을미 | 20 18 병신 | 21 19 정유 | 22 20 무술  | 23 21 기해 |
| 24 22 경자 | 25 23 신축 | 26 24 임인 | 27 25 계묘 | 28 26 갑진 | 29 27 을사  | 30 28 병오 |
| 31 29 정미 |            |            |            |            |             |            |

| 편집하기 |

## 1992년5월 22일
- 보스니아 헤르체고비나, 슬로베니아, 크로아티아 유엔에 가입하다.